# Эпизиотомия
Эпизиотоми́я (от др.-греч. ἐπίσιον, ἐπίσειον — «лобок, лобковая область») — хирургическое рассечение промежности и задней стенки влагалища женщины во избежание произвольных разрывов при  родах (обычно в случаях, когда размер головки плода значительно превышает размер входа влагалища).
Эпизиотомия — одна из самых распространённых медицинских операций, выполняемых женщинам. Хотя её использование во время родов неуклонно падает в последние десятилетия, около 2000 года более восьмидесяти процентов женщин в Тайване, Китае и Испании проходили эпизиотомию.

## Использование

Эпизиотомия осуществляется в качестве профилактики травм мягких тканей. Во время второй фазы родов может произойти разрыв влагалища (чаще всего входа во влагалище) в момент, когда через него проходит головка ребёнка, особенно часто в случаях стремительных родов. В разрыв могут вовлекаться кожа промежности, мышцы, анальный сфинктер и анус. При опасности возникновения такого разрыва акушер может принять решение о хирургическом рассечении промежности ножницами или скальпелем с целью облегчения родов и предотвращения тяжёлых разрывов, сложных для дальнейшего лечения. После родов разрез ушивается. Хирургический разрез оставляет менее заметные шрамы по сравнению с разрывами, заживает быстрее и вызывает меньшую кровопотерю. Некоторые родильные дома практикуют плановую эпизиотомию.
В то время как показания к эпизиотомии могут варьировать и часто оспариваются, в технике самой операции существует два основных подхода. Оба указаны на иллюстрации выше. В первом случае, так называемой срединной эпизиотомии или перинеотомии, рассечение производится по срединной линии в направлении ануса. Этот тип предпочитают благодаря более быстрому заживлению шва, однако, при осложнении родов и стремительных родах разрез может рваться дальше, вовлекая сухожильный центр промежности (что может в дальнейшем привести к недержанию мочи у женщины) и прямую кишку.
Поэтому часто используется второй тип — срединно-латеральная эпизиотомия (также показана на иллюстрации). В этом случае рассекаются поперечная и луковично-губчатая мышцы промежности, сухожильный центр промежности остаётся в стороне, что существенно для сохранения целостности мочеполовой диафрагмы; при необходимости такой разрез может быть продлён, так как нет опасности задеть анус.
В 2009 году Кохрановское Сотрудничество после мета-анализа, основанного на исследовании более чем 5000 женщин, пришло к выводу, что: «Политика ограничения использования эпизиотомии по всей видимости имеет ряд преимуществ по сравнению с политикой, основанной на плановой эпизиотомии. При политике ограничения наблюдается меньше травм задней части промежности, меньше случаев наложения швов и осложнений, не наблюдается разницы в большинстве случаев измерения боли и в частоте случаев тяжёлых травм влагалища и промежности. Однако наблюдается повышенный риск возникновения травм передней части промежности.» Авторы исследования не смогли найти достаточно надёжных исследований, сравнивающих срединно-латеральную эпизиотомию со срединной.

## Показания
- Серьёзный риск разрыва промежности второй или третьей степени.
- Ситуации, требующие укорочения потужного периода.
- Очень крупный ребёнок.
- Мышцы промежности чрезмерно ригидны.
- Есть показания к инструментальным родам.
- В случае, если женщина подверглась женскому обрезанию, может быть показана передняя или срединно-латеральная эпизиотомия.
- Удлинённые запаздывающие децелерации на кардиотокограмме или брадикардия плода на потугах.
- Дистоция плечиков (необходимо уточнить, что эпизиотомия сама по себе не приводит к разрешению данного состояния, однако даёт акушеру больше места для манипуляций и извлечения плечиков из таза).

## Типы операции
Существуют четыре основных типа эпизиотомии:
- срединно-латеральная эпизиотомия — рассечение проводят от середины уздечки малых половых губ, либо вправо, либо влево, диагонально по прямой линии, лежащей на 2,5 см латеральнее ануса (середина между анусом и седалищным бугром).
- перинеотомия (греч. perineos — промежность + tomē — разрез, рассечение) или срединная эпизиотомия — промежность рассекается по срединной линии (от уздечки половых губ в направлении ануса, но не доходя до него).
- латеральная эпизиотомия — рассечение производят так же под углом 45°, но на 1-2 см в сторону от центра уздечки половых губ; поскольку существует шанс повредить Бартолинову железу, а также учитывая, что шов после такого разреза плохо и долго заживает, этот тип сейчас почти не используется.
- эпизиотомия в виде буквы «J» — рассечение начинается от центра уздечки и направлено назад по срединной линии на примерно 1,5 см, после чего направление меняется латерально на 5 или 7 часов, избегая вовлечения в разрез анального сфинктера. Широко не применяется.

## История применения и спорные вопросы
Традиционно врачи применяли эпизиотомию для снижения числа травм промежности, сведения к минимуму послеродовой дисфункции мочеполовой диафрагмы путём уменьшения повреждений анального сфинктера, уменьшения кровопотери и защиты от неонатальных травм.
Однако, хотя эпизиотомия призвана избавить женщину от послеродовых болей, недержания мочи и половой дисфункции, некоторые исследования показывают, что она сама, как хирургическое вмешательство, может вызывать все эти проблемы.
Медленное продвижение ребёнка по родовым путям между схватками приводит к ме́ньшим повреждениям промежности.
Исследования 2010 года, основанные на опросах женщин после родов, пришли к выводу, что ограничение травм промежности во время родов способствует быстрейшему восстановлению сексуальной жизни, и по крайней мере одно исследование по этой причине рекомендует запрет плановой эпизиотомии.
В различных странах плановая эпизиотомия была принята в медицинской практике на протяжении многих лет. Начиная примерно с 1960-х годов плановая эпизиотомия стремительно теряет популярность среди акушеров-гинекологов и акушерок почти во всех странах Европы (за исключением Польши и Болгарии), Австралии, Канаде и США. Общенациональное исследование населения США показало, что 31 % женщин, рожавших детей в больницах США, подверглись эпизиотомии в 1997 году, по сравнению с 56 % в 1979 году. В Латинской Америке операция остаётся популярной и выполняется в 90 % больничных родов.

### Прения в научном сообществе
Эпизиотомия усиливает боли в промежности в период восстановления после родов, приводя к затруднённой дефекации, особенно в случае срединной эпизиотомии. Кроме того, в результате этой операции эластичная мышечная ткань влагалища замещается рубцовой, что приводит к болезненности и затруднению полового акта.
В случаях, когда эпизиотомия показана, срединно-латеральный разрез может быть предпочтительнее срединного, поскольку последний связан с повышенным риском повреждения анального сфинктера и прямой кишки.

### Влияние на половую жизнь
Некоторые акушеры сравнивают плановую эпизиотомию с женским обрезанием. Одно исследование показало, что женщины, подвергшиеся эпизиотомии, сообщали о болезненном половом акте и недостаточном количестве смазки на протяжении 12-18 месяцев с момента рождения ребёнка, однако проблем с возбуждением и оргазмом при этом не было.